# FC Dossenheim
Der FC Dossenheim ist ein Fußballverein aus Dossenheim bei Heidelberg. Die erste Mannschaft des Vereins spielt seit der Saison 2006/2007 in der Kreisliga Heidelberg, zuvor einige Jahre Landesliga Rhein-Neckar. Der FC Dossenheim ist der Heimatverein des Bundesliga-Rekordspielers (602 Einsätze) Charly Körbel. Die Vereinsfarben sind Blau-Weiß.

## Geschichte
Der FC Dossenheim wurde am 3. November 1910 gegründet. Unter dem Namen „Club Sportfreunde 1910 Dossenheim“ riefen fünf Fußballbegeisterte den Verein ins Leben. Die große Zeit des Vereines begann in den 70er Jahren. Es sollten sportlich die erfolgreichsten Jahre des FC Dossenheims werden. In der Saison 1971/72 errang die erste Mannschaft die Meisterschaft in der 2. Amateurliga. Die Aufstiegsspiele gegen den Odenwaldmeister Osterburken wurden erfolgreich gestaltet und der Aufstieg in die 1. Amateurliga (damals dritthöchste Spielklasse) war erstmals in der Vereinsgeschichte geschafft. Im Jahr 1974 stand der FC am Ende der Saison an erster Stelle, punktgleich mit dem SV Sandhausen, VfB Eppingen, 1. FC Pforzheim und dem Karlsruher FV. Da zu dieser Zeit das Torverhältnis nicht zählte, musste eine Entscheidungsrunde über den Meister entscheiden. Der FC Dossenheim wurde nur Vizemeister.
In den 1980er Jahren wurde auch eine Damenmannschaft des FC Dossenheim gegründet. Aus einer Faschingsgaudi mit Spielen der Spielerfrauen gegen die Männer vor zahlreichen Zuschauern, wobei der Erlös immer einem guten Zweck gestiftet wurde, wurde schließlich der Spielbetrieb in der Landesliga aufgenommen. Im Jahr 1990/91 gelang die Meisterschaft und der Aufstieg in die Verbandsliga. Mitte der Neunziger musste die Mannschaft wegen Spielerinnenmangels wieder aufgelöst werden.
Die 1. Mannschaft der Männer rutschte wegen fehlender finanzieller Mittel hinab bis in die Bezirksliga, ehe der heutige Trainer Uwe Gramlich den FC in die Landesliga Rhein-Neckar zurückführte. Von 2002 bis 2005 übernahm das Dossenheimer Eigengewächs und ehemalige Bundesligaspieler Markus Bähr den Cheftrainerposten und konnte nach drei guten Jahren in der Landesliga seine Karriere ausklingen lassen.

## Jugendarbeit
Der FC Dossenheim ist seit Jahrzehnten bekannt für seine gute Jugendarbeit. Immer wieder schafften Jugendspieler des FC Dossenheim den Sprung zu Bundesligavereinen oder höherklassigen Vereinen aus der Region wie dem Karlsruher SC, TSG 1899 Hoffenheim oder SV Sandhausen.
Seit 1987 wird in Dossenheim der Körbel-Cup ausgetragen. Bei dem C-Jugend Turnier, das ursprünglich von Charly Körbel initiiert wurde, kämpfen seit Jahren Bundesligisten wie Rekordsieger Borussia Dortmund, Eintracht Frankfurt, VfB Stuttgart, Karlsruher SC, SC Freiburg oder der 1. FC Kaiserslautern um den Wanderpokal.
Seit 2004 gastiert die Eintracht Frankfurt Fußballschule in Dossenheim, bei der junge Talente von ehemaligen Profis und Eintracht-Jugendtrainern fachmännisch trainiert werden.
Seit 2007 ist die Eintracht Frankfurt Fußballakademie auf dem Dossenheimer Sportplatz ansässig. Hierbei werden junge Talente aus der Umgebung gefördert.

## Stadion
Die Jahn-Sportanlage in Dossenheim umfasst das Jahnstadion mit knapp 5.000 Plätzen sowie ein Kleinspielfeld am Rande des Stadions. Der Zuschauerschnitt pendelt derzeit zwischen 200 und 300 Zuschauern. Seit Mitte 2008 verfügt der FC Dossenheim über einen zweiten Kunstrasenplatz der neusten Generation.

## Bekannte ehemalige Spieler
- Charly Körbel
- Florian Bähr
- Markus Bähr
- Carsten Rothenbach
- Matthias Örüm